# Дзупи, Джованни Батиста
Джованни Батиста Дзупи (итал. Giovanni Battista Zupi, 2 ноября 1589 года, Катандзаро — 26 августа 1650 года, Неаполь) — итальянский астроном, иезуит.
Родился в городе Катандзаро в области Калабрия. В 1610 году вступил в орден иезуитов. Большую часть своей жизни провел в Неаполе, где работал учителем в иезуитском колледже.
Основные труды относятся к области астрономии, где он тесно сотрудничал с Франческо Фонтана. В 1639 году c помощью телескопа системы Галилея открыл смену фаз Меркурия, происходящую в том же порядке, что и открытая Галилеем смена фаз Венеры. Тем самым, было установлено, что Меркурий светится отражённым солнечным светом и вращается вокруг Солнца. Джованни Риччоли описал это открытие Дзупи в своей работе «Almagestum Novum» (1651).
В своей книге «Novae Coelestium» Фонтана утверждает, что Дзупи был первым, кто наблюдал горизонтальные полосы на диске Юпитера.
В честь Джованни Батиста Дзупи назван лунный кратер Дзупи диаметром 35 километров.